# Persone di nome Rebecca
| Questa pagina contiene informazioni ricavate automaticamente dalle voci biografiche con l'ausilio del template Bio e di un bot. L'aggiornamento è periodico e automatico e ricostruisce completamente la pagina. Se manca una persona in questa lista, sei pregato di non aggiungerla, ma accertati piuttosto che la sua voce biografica contenga il template Bio e che i dati anagrafici siano correttamente compilati. Se il template Bio manca, inseriscilo tu stesso o, in alternativa, metti l'avviso {{tmp\|Bio}} che ne segnala la mancanza. Se i dati riportati sono sbagliati, correggi direttamente la voce biografica; le modifiche saranno visibili in questa lista entro pochi giorni. Per chiarimenti vedi il progetto antroponimi. La lista contiene solo le 161 persone che sono citate nell'enciclopedia e per le quali è stato implementato correttamente il template Bio. Pagina aggiornata al 22 lug 2025. |

Questa è una lista di persone presenti nell'enciclopedia che hanno il nome Rebecca, suddivise per attività principale.

## Animatrici(1)
- Rebecca Sugar, animatrice e sceneggiatrice statunitense (Silver Spring, n. 1987)

## Arbitri di calcio(1)
- Rebecca Welch, ex arbitro di calcio inglese (Washington, n. 1983)

## Arbitri di rugby a 15(1)
- Rebecca Hull, arbitro di rugby a 15 e ex rugbista a 15 neozelandese (Masterton, n. 1983)

## Artigiane(1)
- Rebecca Nurse, artigiana inglese (Great Yarmouth, n. 1621 - Salem, † 1692)

## Artiste(1)
- Rebecca Allen, artista, animatrice e programmatrice statunitense (n. 1953)

## Artiste marziali miste(1)
- Bec Rawlings, artista marziale mista australiana (Launceston, n. 1989)

## Astronome(1)
- Rebecca Elson, astronoma e scrittrice canadese (Montreal, n. 1960 - Cambridge, † 1999)

## Atlete paralimpiche(1)
- Rebecca Feldman, ex atleta paralimpica australiana (Melbourne, n. 1982)

## Attrici(36)
- Rebecca Balding, attrice statunitense (Little Rock, n. 1948 - Salt Lake City, † 2022)
- Becky, attrice, cantante e modella giapponese (n. 1984)
- Rebecca Breeds, attrice australiana (Sydney, n. 1987)
- Rebecca Budig, attrice statunitense (Cincinnati, n. 1973)
- Rebecca Caine, attrice e soprano canadese (Toronto, n. 1959)
- Rebecca Creskoff, attrice statunitense (Filadelfia, n. 1971)
- Rebecca Dayan, attrice e modella francese (Saint-Paul-de-Vence, n. 1984)
- Rebecca De Mornay, attrice statunitense (Santa Rosa, n. 1959)
- Miffy Englefield, attrice inglese (Basingstoke, n. 1999)
- Rebecca Ferguson, attrice svedese (Stoccolma, n. 1983)
- Rebecca Front, attrice, scrittrice e comica britannica (Londra, n. 1964)
- Rebecca Gayheart, attrice e ex modella statunitense (Hazard, n. 1971)
- Rebecca Gibney, attrice neozelandese (Levin, n. 1964)
- Rebecca Gilling, attrice australiana (Castlecrag, n. 1953)
- Rebecca Hall, attrice britannica (Londra, n. 1982)
- Rebecca Herbst, attrice statunitense (Encino, n. 1977)
- Rebecca Holden, attrice, cantante e ex modella statunitense (Dallas, n. 1958)
- Rebecca Jones, attrice messicana (Città del Messico, n. 1957 - Città del Messico, † 2023)
- Rebecca Naomi Jones, attrice e cantante statunitense (New York, n. 1981)
- Rebecca Mader, attrice e produttrice cinematografica britannica (Cambridge, n. 1977)
- Rebecca Marder, attrice francese (Parigi, n. 1995)
- Becki Newton, attrice statunitense (New Haven, n. 1978)
- Renee Olstead, attrice e cantante statunitense (Houston, n. 1989)
- Rebecca Pidgeon, attrice e cantante statunitense (Cambridge, n. 1965)
- Rebecca Rittenhouse, attrice statunitense (Los Angeles, n. 1988)
- Rebecca Romijn, attrice e ex modella statunitense (Berkeley, n. 1972)
- Rebecca Root, attrice britannica (Woking, n. 1969)
- Rebecca Saire, attrice britannica (Londra, n. 1963)
- Rebecca Schaeffer, attrice statunitense (Eugene, n. 1967 - Los Angeles, † 1989)
- Rebecca Schull, attrice statunitense (New York, n. 1929)
- Eden Sher, attrice statunitense (Los Angeles, n. 1991)
- Rebecca Staab, attrice e ex modella statunitense (Hays, n. 1961)
- Andrea Thompson, attrice e giornalista statunitense (Dayton, n. 1960)
- Becca Tobin, attrice, cantante e ballerina statunitense (Marietta, n. 1986)
- Rebecca Trehearn, attrice e cantante gallese
- Rebecca Wisocky, attrice statunitense (York, n. 1971)

## Attrici pornografiche(2)
- Rebecca Bardoux, ex attrice pornografica statunitense (Erie, n. 1963)
- Rebecca Lord, attrice pornografica francese (Parigi, n. 1973)

## Attrici teatrali(1)
- Rebecca Lock, attrice teatrale e soprano britannico (Ely, n. 1976)

## Biatlete(1)
- Rebecca Passler, biatleta italiana (Brunico, n. 2001)

## Calciatrici(7)
- Rebecca Angus, calciatrice britannica (Redcar, n. 1985)
- Rebecca Dempster, calciatrice scozzese (n. 1991)
- Rebecca Holloway, calciatrice nordirlandese (Nailsea, n. 1995)
- Rebecca Knaak, calciatrice tedesca (Adenau, n. 1996)
- Rebecca McKenna, calciatrice nordirlandese (Bangor, n. 2001)
- Becky Sauerbrunn, ex calciatrice statunitense (Saint Louis, n. 1985)
- Rebecca Spencer, calciatrice giamaicana (Harrow, n. 1991)

## Canoiste(1)
- Rebecca Giddens, ex canoista statunitense (Green Bay, n. 1977)

## Canottiere(2)
- Rebecca Romero, canottiera, pistard e ciclista su strada britannica (Carshalton, n. 1980)
- Rebecca Scown, canottiera neozelandese (Hawera, n. 1983)

## Cantanti(7)
- Rebecca Black, cantante statunitense (Irvine, n. 1997)
- Beki Bondage, cantante, cantautrice e chitarrista britannica (Bristol, n. 1963)
- Rebecca Ferguson, cantante e compositrice britannica (Liverpool, n. 1986)
- Rebecca Pan, cantante e attrice cinese (Shanghai, n. 1930)
- Rebecca Pitcher, cantante e attrice statunitense (n. 1972)
- Rebecca St. James, cantante australiana (Sydney, n. 1977)
- Self Esteem, cantante britannica (Rotherham, n. 1986)

## Cantautrici(5)
- Becky Hill, cantautrice britannica (Bewdley, n. 1994)
- Becky Hobbs, cantautrice e pianista statunitense (Bartlesville, n. 1950)
- Becca, cantautrice statunitense (Portland, n. 1989)
- Rebecca Lavelle, cantautrice australiana (Nuovo Galles del Sud, n. 1980)
- Beccy Cole, cantautrice australiana (Adelaide, n. 1972)

## Cestiste(5)
- Rebecca Allen, cestista australiana (Wangaratta, n. 1992)
- Rebecca Cotton, ex cestista neozelandese (Nelson, n. 1974)
- Becky Hammon, ex cestista e allenatrice di pallacanestro statunitense (Rapid City, n. 1977)
- Rebecca Lobo, ex cestista statunitense (Hartford, n. 1973)
- Rebecca Richman, ex cestista statunitense (Brooklyn, n. 1983)

## Conduttrici televisive(1)
- Rebecca Staffelli, conduttrice televisiva, conduttrice radiofonica e modella italiana (Roma, n. 1998)

## Dirigenti sportive(1)
- Beckie Scott, dirigente sportiva e ex fondista canadese (Vegreville, n. 1974)

## Doppiatrici(1)
- Rebecca Shoichet, doppiatrice e cantante canadese (Sydenham, n. 1975)

## Educatrici(1)
- Rebecca Gratz, educatrice statunitense (Filadelfia, n. 1781 - Filadelfia, † 1869)

## Fondiste(1)
- Rebecca Öhrn, fondista svedese (n. 1996)

## Ginnaste(3)
- Rebecca Bross, ginnasta statunitense (Ann Arbor, n. 1993)
- Rebecca Downie, ginnasta inglese (Nottingham, n. 1992)
- Rebecca Tunney, ginnasta inglese (Ashton-under-Lyne, n. 1996)

## Giornaliste(2)
- Becky Anderson, giornalista e conduttrice televisiva inglese (Inghilterra, n. 1967)
- Rebecca Vespa Berglund, giornalista, autrice televisiva e conduttrice televisiva italiana (Svezia, n. 1982)

## Hockeiste su ghiaccio(3)
- Rebecca Fiorese, hockeista su ghiaccio italiana (Milano, n. 1980)
- Rebecca Johnston, hockeista su ghiaccio canadese (Greater Sudbury, n. 1989)
- Becky Kellar, ex hockeista su ghiaccio canadese (n. 1975)

## Imprenditrici(1)
- Rebecca Talbot Perkins, imprenditrice, filantropa e attivista statunitense (Brooklyn, n. 1866 - Brooklyn, † 1956)

## Informatiche(1)
- Rebecca Heineman, programmatrice e autrice di videogiochi statunitense (Whittier, n. 1963)

## Lunghiste(1)
- Rebecca Camilleri, ex lunghista e velocista maltese (n. 1985)

## Medici(2)
- Rebecca Cole, medico statunitense (Filadelfia, n. 1846 - Filadelfia, † 1922)
- Rebecca Gomperts, medico olandese (Paramaribo, n. 1966)

## Mezzofondiste(3)
- Rebecca Cheptegei, mezzofondista e maratoneta ugandese (Cheminy, n. 1991 - Eldoret, † 2024)
- Rebecca Lonedo, mezzofondista italiana (Arzignano, n. 1996)
- Rebecca Mwangi, mezzofondista keniota (n. 2001)

## Microbiologhe(1)
- Rebecca Lancefield, microbiologa statunitense (Fort Wadsworth, n. 1895 - † 1981)

## Modelle(3)
- Rebecca Ann King, modella statunitense (Hancock, n. 1950)
- Rebecca Ramos, modella e attrice statunitense (San Antonio, n. 1967)
- Rebecca Ream, ex modella statunitense (Los Angeles, n. 1975)

## Nuotatrici(3)
- Rebecca Adlington, ex nuotatrice britannica (Mansfield, n. 1989)
- Rebecca Smith, nuotatrice canadese (Red Deer, n. 2000)
- Rebecca Soni, ex nuotatrice statunitense (Freehold, n. 1987)

## Ostacoliste(1)
- Rebecca Sartori, ostacolista italiana (Bassano del Grappa, n. 1997)

## Pallanuotiste(1)
- Rebecca Rippon, pallanuotista australiana (Sydney, n. 1978)

## Pallavoliste(2)
- Rebecca Perry, pallavolista e giocatrice di beach volley statunitense (Bakersfield, n. 1988)
- Rebecca Piva, pallavolista italiana (Bologna, n. 2001)

## Pattinatrici artistiche su ghiaccio(1)
- Rebecca Ghilardi, pattinatrice artistica su ghiaccio italiana (Seriate, n. 1999)

## Pilote automobilistiche(1)
- Rebecca Busi, pilota automobilistica italiana (Bologna, n. 1996)

## Pistard(1)
- Rebecca James, ex pistard britannica (Abergavenny, n. 1991)

## Pittrici(2)
- Rebecca Salsbury James, pittrice statunitense (Londra, n. 1891 - Taos, † 1968)
- Rebecca Solomon, pittrice, disegnatrice e illustratrice britannica (Londra, n. 1832 - Londra, † 1886)

## Politiche(9)
- Becca Balint, politica statunitense (Heidelberg, n. 1968)
- Rebecca Blank, politica e economista statunitense (Columbia, n. 1955 - Fitchburg, † 2023)
- Rebecca Evans, politica gallese (Bridgend, n. 1976)
- Rebecca Frassini, politica italiana (Calcinate, n. 1988)
- Rebecca Harms, politica tedesca (Uelzen, n. 1956)
- Rebecca Kadaga, politica e avvocato ugandese (Kamuli, n. 1956)
- Rebecca Latimer Felton, politica statunitense (Decatur, n. 1835 - Atlanta, † 1930)
- Mikie Sherrill, politica statunitense (Alexandria, n. 1972)
- Rebecca Taylor, politica britannica (Todmorden, n. 1975)

## Registe(3)
- Rebecca Miller, regista, attrice e sceneggiatrice statunitense (Roxbury, n. 1962)
- Rebecca Thomas, regista statunitense (Las Vegas, n. 1984)
- Rebecca Zlotowski, regista e sceneggiatrice francese (Parigi, n. 1980)

## Registe teatrali(2)
- Rebecca Frecknall, regista teatrale britannica (n. 1986)
- Rebecca Taichman, regista teatrale statunitense

## Sceneggiatrici(1)
- Rebecca Rand Kirshner, sceneggiatrice e produttrice televisiva statunitense (n. 1974)

## Schermitrici(2)
- Rebecca Gargano, schermitrice italiana (Napoli, n. 1996)
- Rebecca Ward, schermitrice statunitense (Grand Junction, n. 1990)

## Sciatrici alpine(2)
- Rebecca Bühler, ex sciatrice alpina liechtensteinese (Triesenberg, n. 1992)
- Rebecca Gunnarstedt, ex sciatrice alpina svedese (n. 1991)

## Scrittrici(12)
- Becky Albertalli, scrittrice e psicologa statunitense (Atlanta, n. 1982)
- Rebecca Godfrey, scrittrice canadese (Toronto, n. 1967 - New York, † 2022)
- Rebecca Harding Davis, scrittrice e giornalista statunitense (Washington, n. 1831 - Mount Kisco, † 1910)
- R. F. Kuang, scrittrice cinese (Canton, n. 1996)
- Rebecca Makkai, scrittrice statunitense (Skokie, n. 1978)
- Rebecca Roanhorse, scrittrice statunitense (Conway, n. 1971)
- Rebecca Ross, scrittrice statunitense
- Rebecca Solnit, scrittrice, giornalista e attivista statunitense (Bridgeport, n. 1961)
- Rebecca Stead, scrittrice statunitense (New York, n. 1968)
- Rebecca Walker, scrittrice e attivista statunitense (Jackson, n. 1969)
- Rebecca Wells, scrittrice e attrice statunitense (Alexandria, n. 1952)
- Rebecca Yarros, scrittrice statunitense (Washington, n. 1981)

## Scultrici(1)
- Rebecca Horn, scultrice, regista e performance artist tedesca (Michelstadt, n. 1944 - Bad König, † 2024)

## Soprani(3)
- Rebecca Evans, soprano gallese (Pontrhydyfen, n. 1963)
- Rebecca Luker, soprano e attrice statunitense (Birmingham, n. 1961 - New York, † 2020)
- Rebecca Newman, soprano e cantante britannica (Exmouth, n. 1981)

## Storiche(1)
- Rebecca Rogers, storica e docente statunitense (Chicago, n. 1959)

## Tenniste(4)
- Rebecca Llewellyn, ex tennista britannica (Cardiff, n. 1985)
- Rebecca Marino, tennista canadese (Toronto, n. 1990)
- Rebecca Peterson, tennista svedese (Stoccolma, n. 1995)
- Rebecca Šramková, tennista slovacca (Bratislava, n. 1996)

## Tuffatrici(2)
- Rebecca Gallantree, ex tuffatrice britannica (Chelmsford, n. 1984)
- Rebecca Gilmore, tuffatrice australiana (Sydney, n. 1979)

## Velociste(1)
- Rebecca Borga, velocista italiana (Treviso, n. 1998)

## Violiste(1)
- Rebecca Clarke, violista e compositrice inglese (Harrow, n. 1886 - New York, † 1979)

## Wrestler(3)
- Becky Lynch, wrestler irlandese (Limerick, n. 1987)
- Reby Sky, wrestler, ballerina e modella statunitense (New York, n. 1986)
- Becky Bayless, wrestler statunitense (Queens, n. 1982)

## Senza attività specificata(2)
- Rebecca Guarna, medica italiana
- Rebecca Ar-Rayès, monaca cristiana e santa libanese (Himlaya, n. 1832 - Batrun, † 1914)